# Chorus Clean Energy
Die CHORUS Clean Energy AG war ein Unternehmen, das Solar- und Onshore-Windparks betrieb sowie Dienstleistungen für Investments im Bereich der Erneuerbaren Energien anbot. Nach eigenen Angaben betrieb Chorus im September 2016 über 90 Anlagen in sieben Ländern Europas und managte ein Portfolio mit einer Gesamtleistung von mehr als 510 Megawatt.
Chorus deckte den Investitionszyklus vom Assetsourcing über die wirtschaftliche, technische und rechtliche Due Diligence, das kaufmännische Anlagenmanagement sowie die Steuerung und Überwachung der technischen Betriebsführung bis zur Veräußerung der Anlagen ab.

## Geschichte
Die Chorus-Gruppe wurde 1998 gegründet und beschäftigte sich seit 2006 ausschließlich mit Investitionen im Bereich der Erneuerbaren Energien. Daraus entstand 2014 durch die Zusammenlegung eines Großteils des bestehenden Portfolios an Solar- und Windparks mit den Asset Management-Aktivitäten die Chorus Clean Energy AG. Die Geschäftstätigkeit des Konzerns war in drei Segmente aufgeteilt: „Stromerzeugung aus Solarenergie“, „Stromerzeugung aus Windenergie“ und „Asset Management“.
Im Oktober 2015 erfolgte der Börsengang des Unternehmens im Regulierten Markt (Prime Standard) der Frankfurter Wertpapierbörse. Vom 11. August bis zum 13. Oktober 2016 war Chorus Clean Energy auch im SDAX, einem Auswahlindex der Deutschen Börse, notiert. Im Mai 2017 endete die Einbeziehung in den Prime Standard, und im August 2017 – nach Übernahme durch die Capital Stage AG – die eigenständige Börsennotierung. 2018 wurde aus der Capital Stage AG und der Chorus Clean Energy AG die Encavis AG gebildet.